# Saint-François-de-Sales (Quebec)
Saint-François-de-Sales es un municipio canadiense situado en la provincia de Quebec.

## Superficie
Saint-François-de-Sales tiene una superficie de 197,2 km².

## Demografía
En 2021, tenía 643 habitantes, una densidad poblacional de 3,3 hab./km², y 423 viviendas.